# Sonia Berjman
Sonia Berjman (n. en 1946 en ciudad de Santa Fe, Argentina) es historiadora urbana y del paisaje y defensora del patrimonio cultural, especialmente de parques, plazas y obras de arte de la ciudad de Buenos Aires, gestora cultural y una de las principales referentes de los medios de comunicación sobre dichos temas.
Instaló el estudio de la historia del paisaje en la Argentina. Ha realizado más de cien publicaciones académicas (libros, artículos, papers, capítulos de libros, etc.) y también de divulgación en medios masivos y barriales.
Posee un doctorado de la Universidad de Buenos Aires, otro de la Université de Paris I Panthéon- Sorbonne y fue becaria posdoctoral en Dumbarton Oaks Research Library and Collection (Harvard University), Estados Unidos. Fue investigadora de carrera en el Conicet y en la UBA, profesora en las universidades de Tucumán, Mar del Plata y del Nordeste.  Además integra consejos, comisiones y comités científicos en la Argentina y en el exterior.
El foco de su trabajo disciplinar de más de cuatro décadas ha sido revelar las relaciones desarrolladas entre Francia y la Argentina en el campo urbanístico de los espacios verdes, estudiando los aportes de los principales paisajistas franceses en Sudamérica: Édouard André, Jean Claude Nicolas Forestier, Eugène Courtois, Joseph Bouvard y otros. 
Gran conocedora de la vida y obra del paisajista francés acriollado Carlos Thays, y del hijo de este, Carlos León Thays, ha escrito abundante bibliografía sobre ellos. En 2014 su libro "Los Paseos Públicos de Buenos Aires y la labor de Carlos León Thays (h) entre 1922 y 1946" fue declarado de interés cultural de la Ciudad Autónoma de Buenos Aires (Declaratoria 98/2014).
Al mismo tiempo, se ha ocupado de difundir el valor de los espacios verdes urbanos, así como su historia, entre los vecinos de Buenos Aires, realizando numerosas actividades en el Tercer Sector con diferentes ONG.

El paisaje es una construcción mental, posible por la mirada del hombre hacia un trozo de territorio. Al final, es el reflejo de nuestras miradas ideologizadas, exteriores e interiores, pragmáticas y artísticas, representaciones como objetos físicos, estados del alma como necesidades vitales. Paisaje es igual a mundo.
 Sonia Berjman (2012) 

## Biografía
Nació en 1946 en la ciudad de Santa Fe, Argentina. El paisaje litoraleño de su lugar natal fue una gran influencia en su vida.
Se licenció en Historia de las Artes en la Universidad de Buenos Aires y de doctora en Filosofía y Letras en la misma universidad, Summa cum Laude. También es Docteur ès Histoire de l' Art (Université de Paris I Pathéon- Sorbonne, Mention Très Honorable) y fue becaria postdoctoral de la Harvard University en Dumbarton Oaks Research Library and Collection (Washington D. C., USA).
Es Miembro de Honor del Comité Científico Internacional "Paisajes Culturales" ICOMOS/IFLA.
Integra los Consejos Editoriales de las revistas Paisagem e Ambiente (Universidad de São Paulo, Brasil), Revista de Arquitectura (Universidad Católica de Colombia) y Leituras Paisagísticas: teoria e práxis (Escola de Belas Artes de la Universidade Federal do Río de Janeiro)

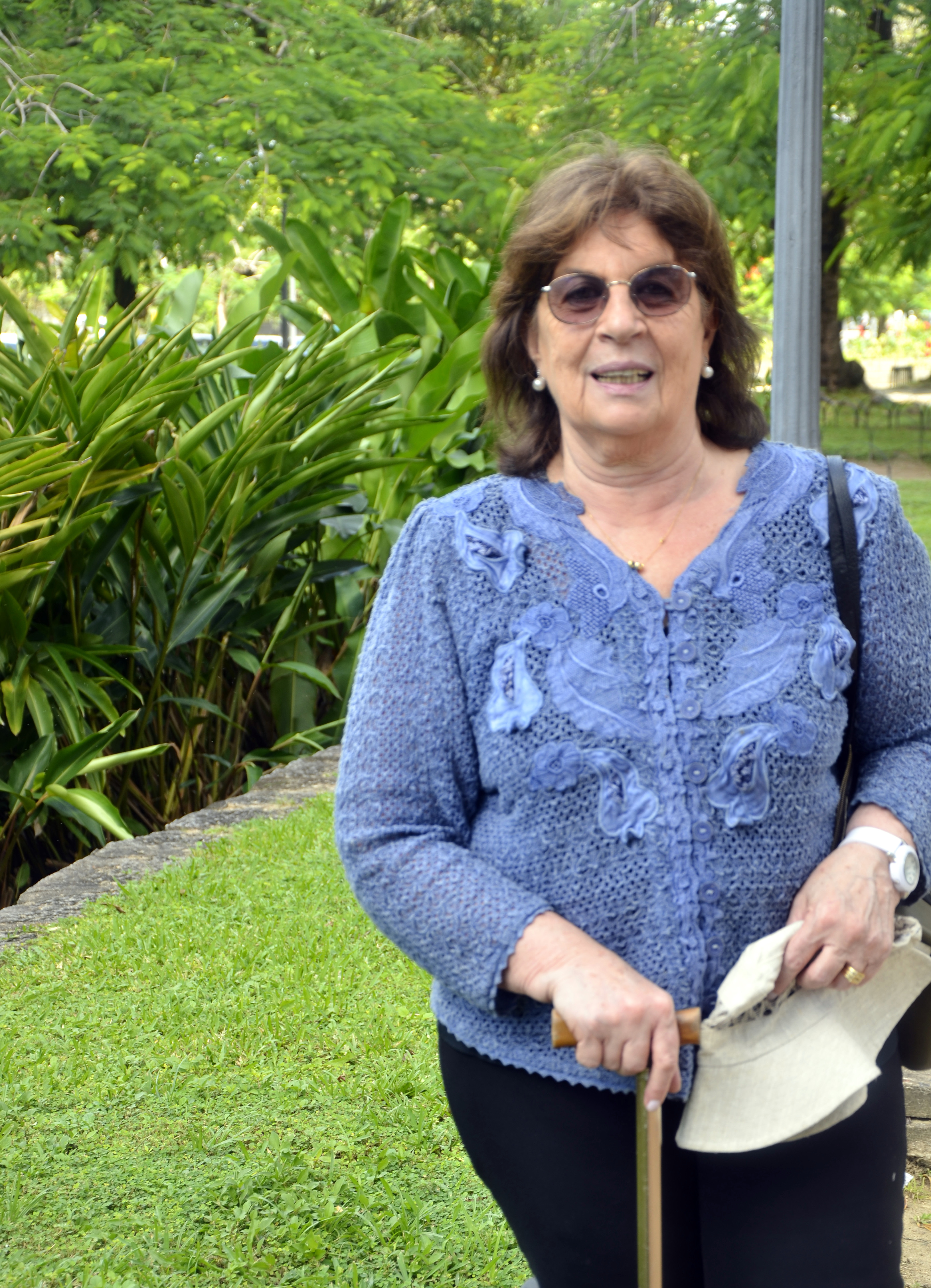
Sonia Berjman, protectora de espacios verdes de la ciudad de Buenos Aires

 y de la  Revista del Centro de Estudios de Historia de la Arquitectura y el Urbanismo (CEHAU, Universidad Nacional del Nordeste, Argentina).
Dedicada al estudio de las relaciones franco-argentinas en el campo del urbanismo, se destacan sus investigaciones sobre los trabajos de diversos paisajistas franceses en Sudamérica: Édouard André, Jean Claude Nicolas Forestier, Eugène Courtois, Joseph Bouvard y otros. 
Especialista en la vida y obra del paisajista Carlos Thays, así como de los descendientes que continuaron el legado de Carlos, desde su hijo Carlos León hasta Carlos Thays (IV). Fue curadora, en 2009, en el Centro Cultural Recoleta de la muestra Carlos Thays, un jardinero francés en Buenos Aires, organizada conjuntamente por el Gobierno de la Ciudad de Buenos Aires, la Embajada de Francia en la Argentina y la Mairie de París. Con un sentido didáctico-estético la muestra hizo foco en la necesidad de valorizar y cuidar los espacios verdes urbanos y naturales del país. Fue visitada por 50.000 personas en un mes.
Es también colaboradora de Historic Gardens Review (Londres) y miembro de la Association Edouard André (Francia).
Desde 2015 a 2020, fue Reader en Dumbarton Oaks Research Library and Collection (Harvard University).
Es miembro de @la-tribu-verde, un grupo de paisajistas cuyo objetivo es divulgar el valor del paisaje y del verde. Este grupo tiene amplia presencia en Latinoamérica y Europa, con más de 17 000 seguidores en Instagram y Youtube (al año 2022).
Entre otras donaciones de su acervo cultural personal y familiar, la Dra. Berjman donó su biblioteca y archivo dedicado al paisaje al Consejo Profesional de Arquitectura y Urbanismo (CPAU, 25 de Mayo 482, ciudad de Buenos Aires), y sobre la historia de la ciudad de Buenos Aires al Museo Histórico Saavedra (Crisólogo Larralde 6309, ciudad de Buenos Aires), para que pueda servir a la consulta para todos los interesados en estas temáticas.
A lo largo de su trayectoria profesional ha sido además:
- Investigadora de carrera del Conicet (Consejo Nacional de Investigaciones Científicas y Técnicas) con sede en el Instituto Histórico de la Ciudad de Buenos Aires.
- Investigadora de la Universidad de Buenos Aires: del Instituto de Historia del Arte Argentino de la Facultad de Filosofía y Letras, del Instituto de Arte Americano de la Facultad de Arquitectura Diseño y Urbanismo del que también fue su Secretaria Académica y de la Cátedra de Espacios Verdes de la Facultad de Agronomía.
- Profesora de postgrado de las Universidades Nacionales de Tucumán y de Mar del Plata, Directora de la Maestría "Gestión del Ambiente, el Paisaje y el Patrimonio" en la Universidad Nacional del Nordeste.
- Senior Fellow y miembro del Board on Landscape Studies de Dumbarton Oaks Library (Harvard University, Estados Unidos).
- Investigaciones realizadas para: Banco de la Nación Argentina, Banco de la Provincia de Buenos Aires, Banco de Crédito Argentino, Cervecería Quilmes, Consejo Federal de Inversiones, Administración de Parques Nacionales, Ministerio de Obras Públicas de España, Generalitat de Valencia, Junta de Andalucía, Universidad de Génova, Ministère de la Recherche de Francia y otros.
- Conferencista y/o profesora invitada en la Argentina, Brasil, Chile, México, Colombia, Uruguay, Francia, España, Estados Unidos, Bélgica, Italia y Costa Rica.
- Asesora de la restauración de los jardines de Villa Ocampo/UNESCO y fundadora y Directora Honoraria del Centro del Paisaje Villa Ocampo / Unesco.
- Asesora de la restauración del Rosedal y el Patio-Glorieta Andaluz del Parque 3 de Febrero.
- Miembro de ICOMOS Argentina y Uruguay, de la Sociedad Argentina de Paisajistas y del Centro de Argentino de Arquitectos Paisajistas CAAP/IFLA
- Editora de la revista DANA (Documentos de Arquitectura Nacional y Americana) publicación del Instituto Argentino de Investigaciones en Historia de la Arquitectura y del Urbanismo, por 10 años.
- Ha integrado el primer equipo de profesionales que introdujeron la técnica de la Historia Oral en el país, dentro del marco del Instituto Histórico de la Ciudad de Buenos Aires, habiendo sido coordinadora y animadora de los grupos de Historia Oral del barrio de Agronomía.
- Asesora ad honorem de la Secretaría de Cultura del Gobierno de la Ciudad de Buenos Aires.
- Asesora ad honorem de la Comisión Nacional de Monumentos, Lugares y Sitios Históricos.
- Fundadora y ex Presidenta de la Junta de Estudios Históricos de Agronomía.
- Fundadora de la Asociación Civil ¡Salvemos las estatuas! en defensa del arte público.

### El conflicto de la Estación Plaza Francia del Subterráneo de Buenos Aires
En 2012 Sonia Berjman presentó, junto con la asociación Basta de Demoler, una acción de amparo que tenía por objeto la detención de obras relacionadas con la construcción de la estación Plaza Francia de la extensión de la línea H del subte de Buenos Aires. Esta presentación se debió a que, en febrero de ese año, se habían iniciado trabajos de excavación en la plaza Intendente Alvear que había sido diseñada, en 1897, por el paisajista Carlos Thays, destruyendo tanto el diseño original, como los añosos árboles, y su histórica barranca, cuando por ley debía, en cambio, emplazarse la mencionada estación cerca de la Facultad de Derecho de la UBA, siendo que además la plaza Intendente Alvear forma parte del Área de Protección Histórica n.º 14, y por ese motivo está prohibida la extracción de especies vegetales, así como la modificación de su diseño, sus caminos y sus senderos. La presentación buscaba proteger el ambiente y el patrimonio cultural e histórico de la ciudad, y además resaltaba el incumplimiento de una adecuada evaluación de impacto ambiental.
En febrero de 2013, la empresa de Subterráneos de Buenos Aires (Sbase) reconoció de hecho el error cometido y reconstruyó la plaza Intendente Alvear.
A raíz de estas acciones la Legislatura de la Ciudad modificó la ley de la traza de la línea H, llevando su terminal hasta Retiro -para sumarse a las estaciones ferroviarias y de ómnibus allí existentes- y dotando a la Villa 31 de una propia estación de subterráneo.
SBASE terminó construyendo la  estación del conflicto en el sitio señalado por la Dra Berjman, o sea, junto a la Facultad de Derecho, actualmente denominada Facultad de Derecho-Julieta Lanteri.
Posteriormente el Gobierno de la Ciudad de Buenos Aires y Sbase demandaron a Sonia Berjman, a la ONG Basta de Demoler y a su presidente por la suma de 24 millones de pesos, por los daños y perjuicios que supuestamente ocasionaron al presentar una acción de amparo colectivo. Se alegó para iniciar esta acción que fue "con el solo propósito de obliterar una obra pública destinada a la prestación de un servicio público" y que "existen motivos políticos para entorpecer la gestión de gobierno y las obras dentro de la plaza Alvear".
En el año 2016, con motivo de un encuentro-homenaje en la Universidad del Salvador, un grupo de ciudadanos notables en el tema del paisajismo como Adrián Camps, Roxana Di Bello, Marcelo Magadán y Carlos Thays (chozno del famoso paisajista) aprovecharon para manifestarle su apoyo.
En 2018 publicó, con presentación en la Legislatura de la Ciudad de Buenos Aires, el libro Los jardines de la Recoleta y la defensa del paisaje público como bien colectivo, donde da detalles de la demanda.
A raíz de esa persecución, la Dra. Berjman se ha exiliado en Uruguay, país en el que continúa investigando, escribiendo, publicando y dando conferencias sobre su campo disciplinar en diferentes universidades, así como asesorando a medios periodísticos e instituciones culturales alrededor del mundo.

## Publicaciones
Autora de más de 100 publicaciones (libros, folletos y artículos) sobre historia de la arquitectura, historia urbana e historia del paisaje. Se citan sola algunos de los más destacables que son de su autoría exclusiva o en colaboración:
- 1988: Berjman, Sonia y Gutiérrez, Ramón. La arquitectura en los Parques Nacionales. Buenos Aires, Editorial del Instituto Argentino de Investigaciones de Historia de la Arquitectura y del Urbanismo, 124 p.
- 1992. Berjman, Sonia (compiladora). El tiempo de los parques. Buenos Aires, Instituto de Arte Americano – Universidad de Buenos Aires, 60 p.
- 1994. Berjman, Sonia. Forestier en la ciudad de Buenos Aires. En: Bénédicte LECLERC (éditeur) Jean Claude Nicolas Forestier 1861-1930 Du jardin au paysage urbain. Paris, Picard, pp. 207-220.
- 1995. GUTIÉRREZ, Ramón y Berjman, Sonia. La Plaza de Mayo, escenario de la vida argentina. Buenos Aires, Fundación Banco de Boston, 240 p.
- 1997. Berjman, Sonia. “Notes critiques sur le projet de J. C. N. Forestier à Buenos Aires”. En: Jean Claude Nicolas Forestier. Grandes villes et systèmes de parcs (LECLERC et TARRAGO I CID éditeurs). Paris, Institut Français d’Architecture, Editions Norma, pp. 349-359.
- 1997. García Ortuzar, Raquel y Berjman, Sonia. Reflexiones sobre Joseph Bouvard y el paisaje de Rosario en 1910. Rosario, Universidad Nacional de Rosario y Municipalidad de Rosario, 104 p.
- 1997. Berjman, Sonia (compiladora) Benito Javier Carrasco: sus textos. Buenos Aires, UBA, Facultad de Agronomía, Cátedra de Planificación de Espacios Verdes, 256 p.
- 1998. Berjman, Sonia. Plazas y parques de Buenos Aires: la obra de los paisajistas franceses (1860-1930). Buenos Aires, Gobierno de la Ciudad de Buenos Aires y Fondo de Cultura Económica, 320 p.
- 1999. Berjman, Sonia y José V. FISZELEW. El Abasto: un barrio y un Mercado. Buenos Aires Corregidor, 204 p.
- 2000: Berjman, Sonia. “Thays, Charles”. En: The Garden  Book.  London, Phaidon Press Limited.
- 2001: Berjman, Sonia. “L’influence d’Edouard André sur les espaces verts publics de Buenos Aires” En: Edouard André, un paysagiste botaniste sur les chemins du monde. Paris, Editions de l’imprimeur, pp. 175-188, Florence André et Stéphanie de Courtois éditeurs.
- 2001: Berjman, Sonia. La plaza española en Buenos Aires 1580-1880. Buenos Aires, Editorial Kliczkowski, 206 p.
- 2002: Berjman, Sonia (compiladora). Carlos Thays: sus escritos sobre jardines y paisajes. Buenos Aires, Ediciones Ciudad Argentina, 376 p. Con el apoyo del Ministerio de Relaciones Exteriores del Gobierno de Francia.
- 2003. Berjman-DI Bello-Magaz. La Plaza San Martín, una historia en imágenes. Buenos Aires, Nobuko, 170 p.
- 2007. Berjman, Sonia. La Victoria de los jardines: el paisaje en Victoria Ocampo. Buenos Aires, Papers, 360 p.
- 2007. “An Ideological-Aesthetic Approach to Buenos Aires Public Parks and Plazas”. En: Gardens and Cultural Changes. CONAN and QUILTER editors. Washington DC. USA, Dumbarton Oaks-Harvard University Press, pp. 47-63.
- 2009. Berjman, Sonia. Carlos Thays: Un jardinero francés en Buenos Aires. Buenos Aires, Embajada de Francia en la Argentina, 223 p.
- 2010. Berjman, Sonia y Roxana Di Bello. El Rosedal de Buenos Aires. Buenos Aires, Fundación YPF, 254 p. Este libro fue distinguido con el Literary Award de la World Federation of Rose Societies.
- 2010. Berjman, Sonia et al. El Patio-Glorieta Andaluz de Buenos Aires. Buenos Aires, Fundación YPF, 242 p.
- 2010. Berjman, Sonia y Daniel SCHAVELZON. El Parque 3 de Febrero de Buenos Aires. Buenos Aires, EDHASA, 288 p.
- 2014. Savon, Paula y Sonia Berjman. “Argentina”. In: Rabindranath Tagore: One Hundred Years of Global Reception. Kaempchen and Bangha editors, Orient BlackSwan, India, pp. 545-567.
- 2014. Berjman, Sonia. Los paseos públicos de Buenos Aires y la labor de Carlos León Thays (h). Buenos Aires, Concentra, 480 p. Este libro fue declarado “de interés cultural” por la Legislatura de la Ciudad de Buenos Aires.
- 2015. Berjman, Sonia. “Benito Javier Carrasco and the Redefinition of Landscape Architecture in Argentina". In: Modernism and Landscape Architecture 1890-1940. O’Malley and Wolschke – Bulmahn editors. Washington DC, USA, National Gallery of Art, pp. 225-246.
- 2015. Berjman, Sonia. “La avanzada de las flores”. In: Revista iF. Edición del CMD Centro Metropolitano de Diseño. N° 09, pp. 73-75[15]
- 2016. Berjman, Sonia. Carlos Thays: la instauración de un paisaje cultural aclimatado. In: Patrimonio Arquitectónico Argentino. Memoria del Bicentenario (1810-2010), Buenos Aires, Ministerio de Cultura de la Nación, Tomo II, pp. 136-137.
- 2018. Berjman, Sonia. Los jardines de la Recoleta y la defensa del paisaje público como bien colectivo. Buenos Aires, Concentra, marzo 2018, 230 p.
- 2018. Berjman, Sonia. “Buenos Aires: el patrimonio en peligro. El que calla otorga”. In: Vitruvius, Sao Paulo, Año 18, janeiro 2018.[16]
- 2019. Berjman, Sonia and Anatole Tchikne, guest editors of: Studies in History of Gardens and Design Landscapes, London, Volume 39, 2019, Issue 3. Special issue on “Landscape architecture in Latin America: nineteenth and twentieth centuries” and introductory article.[17]
- 2019. Berjman, Sonia. Édouard André: 130 años de su expedición al Uruguay y de la inauguración de la plaza Zabala en Montevideo.[18]
- 2020. Berjman, Sonia. Cronos. poesías. Buenos Aires, Editorial Autores de Argentina. Recopilación de más de 60 años de trabajo inédito con el deseo de compartir esta faceta de su mundo interior con quienes disfrutan de las palabras y la lectura.
- 2021. Berjman, Sonia. “The Domination of Nature in the Construction of the Urban Landscape”. In: The Metropolis in Latin America 1830-1930. Cityscapes. Photographs. Debates. Edited by Idurre ALONSO and Maristella Casciato. Getty Research Institute, Los Angeles, USA, pp. 99-105.
- 2025. Berjman, Sonia.). Édouard André: viajes, obras y paisajes en las Américas del siglo XIX (1.ª ed.). Ciudad Autónoma de Buenos Aires: Libro digital (app para Android). ISBN 978-631-00-8037-6. En CPAU.

## Premios y distinciones
En 2014, un grupo de diputados de la Legislatura de la Ciudad Autónoma de Buenos Aires presentó un proyecto de  ley para declarar a la Dra. Berjman "Personalidad Destacada de la Ciudad Autónoma de Buenos Aires en  el ámbito de la Cultura" (2606-D-2014). El mismo no pudo ser tratado por la oposición de la bancada oficialista del Gobierno de la Ciudad.
- Museo de la Ciudad de Buenos Aires, 1994.
- Producción Científica y Tecnológica de la Universidad de Buenos Aires, 1994 y 1995.
- Award Gardens at Risk – Dumbarton Oaks Library and Collection (Trustees for Harvard University, Washington D. C.), 1995.
- Amigos del Lago de Palermo, 1997.
- Historiador Porteño por la Legislatura de la Ciudad de Buenos Aires, 1999.
- Su libro El Rosedal de Buenos Aires. 95° aniversario escrito con la Lic. Roxana Di Bello ha recibido el Literary Award 2012 de la World Federation of Rose Societies.[20]
- Premio Benito Carrasco del Centro Argentino de Arquitectos Paisajistas (CAAP, sección argentina de la IFLA International Federation of Landscape Architects), 2014[21]
- Research Award - Dumbarton Oaks Library and Collection (Harvard University), 2015.
- Encuentro Homenaje en la carrera de Historia y Gestión de las artes, en la Universidad del Salvador, en septiembre de 2016. El acto fue un diálogo con la homenajeada con el tema de los jardines y los paisajes, una teoría y una praxis.[13]